# Kaptriel

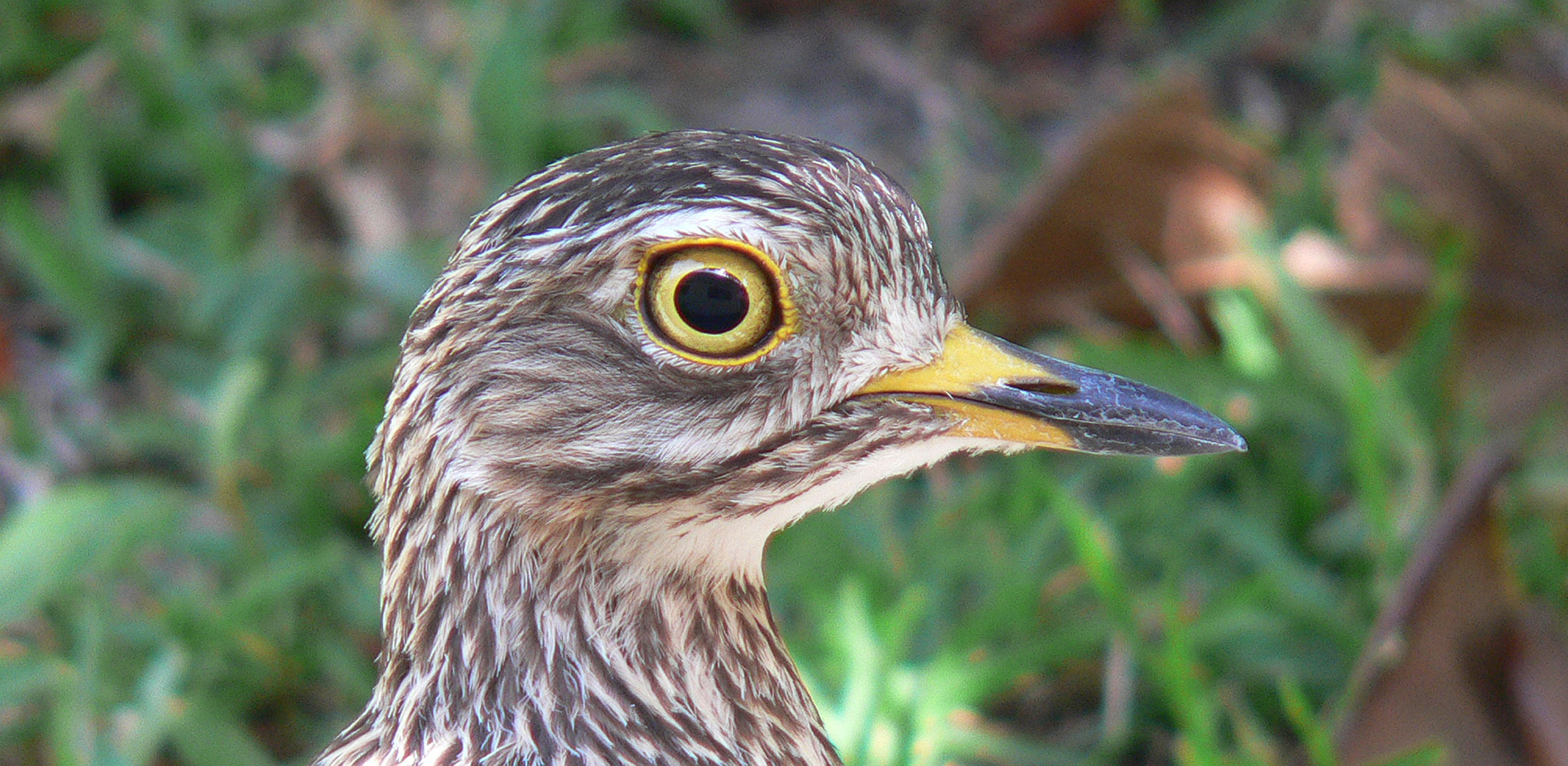
Porträt

Der Kaptriel (Burhinus capensis) ist eine der neun Arten der Gattung Burhinus, die als einzige die Familie der Triele (Burhinidae) innerhalb der Ordnung der Regenpfeiferartigen (Charadriiformes) bildet. Die Art ist in Afrika sehr weit verbreitet und ein häufiger Brutvogel in ariden und semiariden Regionen südlich der Sahara. Obwohl die Art in stärker beweideten Regionen fehlt, scheint es insgesamt während des 20. Jahrhunderts keine größeren Arealverluste gegeben zu haben.

## Lebensraum und Verbreitung
Ihr Lebensraum ist die Savanne, das Buschland und die Halbwüste im östlichen und südlichen Afrika. Es werden folgende vier Unterarten unterschieden:
- die Nominatform Burhinus capensis capensis, die im äußersten Süden Afrikas vorkommt.
- die Unterart B. c. damarensis, die etwas blasser und grauer als die Nominatform ist und in der ariden südwestlichen Zone Afrikas lebt.
- die Unterart B. c. maculosus, die ein etwas kräftiger gefärbtes Gefieder hat und insgesamt etwas rötlicher als die Nominatform ist.
- die Unterart B. c. dodsoni, die blasser ist als die Unterart B. c. maculosus und am Roten Meer sowie von Eritrea bis in den Süden Afrikas vorkommt.

Der Kaptriel ist grundsätzlich ein Standvogel. Im Süden Afrikas kommt es jedoch zu Teilzügen nach kräftigen Regenfällen. Die Kaptriele wandern dann in trockenere Landstriche ab. Die längste, durch Ringfunde belegte Wanderung von Kaptrielen im Inneren Afrikas betrifft eine Distanz von lediglich 169 Kilometern. Kaptriele, die in Küstenregionen vorkommen, scheinen sogar sehr sesshafte Vögel zu sein. Ein ausgewachsener Vogel, der in der Nähe von Port Elizabeth beringt wurde, wurde 22 Jahre später nur vier Kilometer vom ursprünglichen Beringungsort wiedergefunden.
Kaptriele leben paarweise oder im kleinen Familienverband. Der Wildbestand ist nicht bedroht.

## Lebensweise
Der Kaptriel ist eine überwiegend dämmerungs- und nachtaktive Art. Während des Tages ruht er gewöhnlich im dichten Gebüsch. Seine Nahrung besteht aus Würmern, Insekten, Reptilien und Samen.
Die Brutzeit ist im Frühjahr. Die Vögel bauen ein einfaches Bodennest und legen zwei Eier. Nach vier Wochen Brutzeit verlassen die Küken unmittelbar nach dem Schlupf das Nest. Kaptriele sind nach einem Jahr ausgewachsen und haben eine Lebenserwartung von 20 Jahren.

## Belege

### Einzelbelege
1. 1 2 3  Delany et al., S. 82